# MINI John Cooper Works Buggy
El MINI John Cooper Works Buggy es un automóvil de rally raid, construido por X-raid bajo la marca MINI. Ganó la Copa Mundial de Rally Cross-Country de la FIA 2019 y los Rally Dakar de 2020 y 2021.

## Trayectoria
X-raid participó en el Rally Dakar 2018 con dos pilotos pilotando su nueva creación: Mikko Hirvonen, Yazeed Al-Rajhi y debutante Bryce Menzies.
Stéphane Peterhansel, Carlos Sainz y Cyril Despres, que pilotaron un Peugeot en 2018, se pasaron al equipo X-raid MINI en 2019. Despres terminó quinto, delante de Sainz y Peterhansel, quienes lograron victorias de etapa. Después del Rally Dakar, Peterhansel logró ganar el campeonato de pilotos del Mundial de Rally Cross-Country, y X-raid MINI el de equipos.
El Rally Dakar 2020 se disputó por primera vez en Arabia Saudí, continuando únicamente Sainz y Peterhansel como pilotos, mientras que el resto de la plantilla de X-raid pilotó principalmente el MINI John Cooper Works Rally. Sainz se llevó la primera victoria del Buggy en el Rally Dakar, con cuatro victorias de etapa durante la carrera. Su compañero Peterhansel terminó tercero y también ganó cuatro etapas. Al año siguiente, la victoria fue para Peterhansel, quien logró una sola victoria de etapa, mientras que Sainz fue tercero con tres etapas vencidas.
Tras la partida de Sainz y Peterhansel al nuevo proyecto de Audi, X-raid MINI inscribió tres MINI JCW Buggy en el Rally Dakar de 2022 para Jakub Przygoński, Sebastián Halpern y Denis Krotov, logrando los dos primeros finalizar dentro de los diez mejores en el clasificador final. Para 2023, con el estreno del MINI JCW Rally Plus, la participación del Buggy se redujo nuevamente a dos, con Khalid Al Qassimi y nuevamente Denis Krotov como sus pilotos.

## Victorias en Rally Dakar
| Año  | Piloto               | Copiloto          |
| ---- | -------------------- | ----------------- |
| 2020 | Carlos Sainz         | Lucas Cruz        |
| 2021 | Stéphane Peterhansel | Édouard Boulanger |